# S.C.U.M
S.C.U.M était est un ancien clan de catcheurs professionnels de la Ring of Honor. L'écurie a été initialement formé par Kevin Steen, Steve Corino et Jimmy Jacobs. Le 2 mars 2013, le nombre de membres du groupe ont augmenté principalement, avec l'ordre du jour de prendre le contrôle de la ROH. L'écurie a été dissoute le 23 juin 2013, après avoir perdu contre l'équipe ROH dans un Steel Cage Warfare match.

## Carrière

### Ring of Honor (2012-2013)
Kevin Steen, Steve Corino et Jimmy Jacobs fondent S.C.U.M. le 12 mai 2012. Lors de cette soirée, Kevin Steen remporte le ROH World Championship.
À Boiling Point (2012), Corino et Jacobs perdnt contre les Briscoe Brothers. Plus tard, Steen conserve son titre contre Eddie Kingston dans un Anything Goes match et bat Rhino dans un NO-DQ match lors de Death Before Dishonor X, le 15 septembre. Lors de ce même show, Steve Corino et Jimmy Jacobs battent Caprice Coleman et Cedric Alexander puis remportent les ROH World Tag Team Championship vacants en battant Rhett Titus et Charlie Haas durant la même soirée. Lors de Glory by Honor XI, ils conservent leurs titres face aux Briscoe Brothers (Jay Briscoe et Mark Briscoe) avant de les perdre contre eux le 16 décembre lors de Final Battle (2012). Lors de 11th Anniversary Show, ils gagnent face à Caprice Coleman et Cedric Alexander. 
Lors de Supercard of Honor VII, Cliff Compton, Jimmy Jacobs, Jimmy Rave, Rhett Titus & Rhino gagnent face à la Team ROH composée de Cedric Alexander, Caprice Coleman, Mike Mondo, B.J. Whitmer et Mark Briscoe dans un Ten man War match. En revanche, Kevin Steen perd son titre face à Jay Briscoe. Les SCUM le vire du clan à la suite de sa défaite en le passant à tabac. 
Le 4 mai 2013, à Border Wars (2013), Jimmy Jacobs et Cliff Compton gagnent contre Kevin Steen et Michael Elgin, permettant à un membre SCUM d'avoir une opportunité pour le ROH World Championship, détenu par Jay Briscoe à ce moment-là, mais sans succès. Le lendemain, Cliff Compton et Rhett Titus battent Cedric Alexander et Caprice Coleman.
Le 22 juin, lors de Best in the World (2013), ils perdent contre reDRagon (Bobby Fish & Kyle O'Reilly) et C&C Wrestle Factory (Caprice Coleman & Cedric Alexander) et ne remportent pas les ROH World Tag Team Championship. Plus tard dans la soirée, Matt Hardy bat Kevin Steen pour devenir challenger no 1 au titre mondial, mais il perd le lendemain et ne remporte pas le ROH World Championship. Lors du main-event du 23 juin, les SCUM perdent contre Jay Lethal, B.J. Whitmer, Kevin Steen et Rhino dans un Steel Cage Warfare. Ce match provoque la fin du clan.

## Membres du Groupe
| Identité      | Arrivée          | Départ       | Notes             |
| ------------- | ---------------- | ------------ | ----------------- |
| Steve Corino  | 12 mai 2012      | 23 juin 2013 | Leader du groupe. |
| Jimmy Jacobs  | 12 mai 2012      | 23 juin 2013 |                   |
| Kevin Steen   | 12 mai 2012      | 5 avril 2013 |                   |
| Rhino         | 16 décembre 2012 | 23 juin 2013 |                   |
| Cliff Compton | 2 mars 2013      | 23 juin 2013 |                   |
| Jimmy Rave    | 2 mars 2013      | 23 juin 2013 |                   |
| Matt Hardy    | 2 mars 2013      | 23 juin 2013 |                   |
| Rhett Titus   | 2 mars 2013      | 23 juin 2013 |                   |

## Palmarès
- Ring of Honor
  - 1 fois ROH World Tag Team Championship (Steve Corino & Jimmy Jacobs)[1]
  - 1 fois ROH World Championship (Kevin Steen)